# 鳥取県道263号倉吉停車場線
鳥取県道263号倉吉停車場線（とっとりけんどう263ごう くらよしていしゃじょうせん）は、鳥取県倉吉市を通る一般県道である。

## 概要
倉吉市上井町2丁目から倉吉市上井に至る。

### 路線データ
- 起点：鳥取県倉吉市上井町2丁目（倉吉駅南口交差点）
- 終点：鳥取県倉吉市上井（上井柳町交差点、国道179号交点）
- 総延長：0.5 km

## 歴史
- 1991年（平成3年）3月30日 - 鳥取県告示第328・329号により、国道179号旧道が国道指定を解除されたことに伴い、その一部となる倉吉市上井町2丁目・上井町2丁目交差点 - 倉吉市上井・河北中学校入口交差点（現・上井柳町交差点）間を当路線に編入[1]。

## 地理

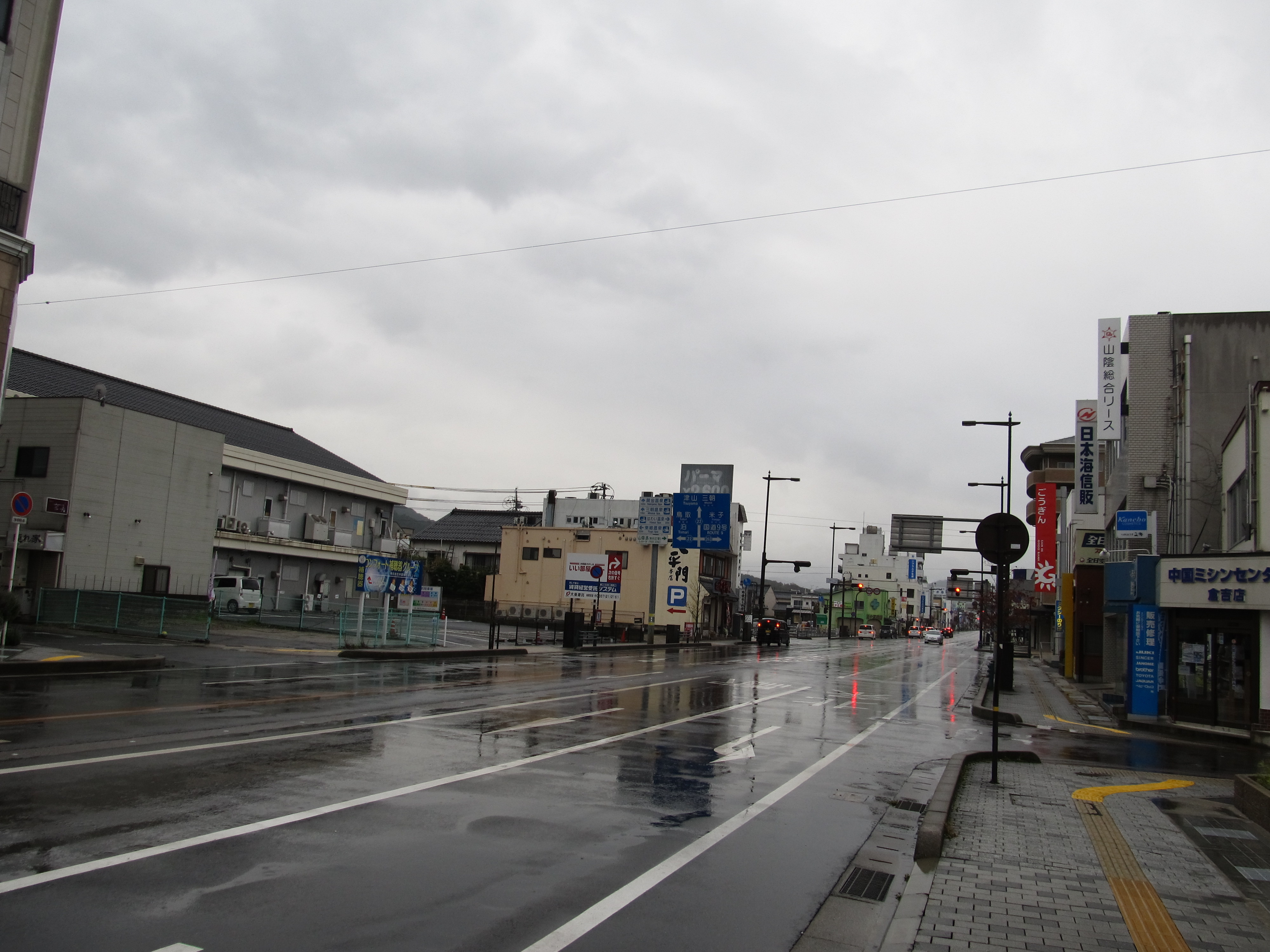
起点（倉吉駅）付近から上井町2丁目交差点（県道22号との交点）方面を見る

### 通過する自治体
- 鳥取県
  - 倉吉市

### 交差する道路
| 交差する道路                                      | 交差する場所 | 交差する場所          |
| ------------------------------------------------- | ------------ | --------------------- |
| 鳥取県道22号倉吉青谷線 鳥取県道51号倉吉川上青谷線 | 上井町2丁目  | 上井町2丁目交差点     |
| 国道179号                                         | 上井         | 上井柳町交差点 / 終点 |

### 沿線
- JR西日本山陰本線 倉吉駅